# Mitopiella cinctipes
Genre
Espèce
Mitopiella cinctipes, unique représentant du genre Mitopiella, est une espèce d'opilions eupnois de la famille des Sclerosomatidae.

## Distribution
Cette espèce est endémique du Sarawak en Malaisie. Elle se rencontre sur le mont Murud.

## Description
L'holotype mesure 4,5 mm

## Systématique et taxinomie
Cette espèce a été décrite par Banks en 1930.
Ce genre a été décrit par Banks en 1930 dans les Phalangiidae. Il est placé dans les Sclerosomatidae par Crawford en 1992.

## Publication originale
- Banks, 1930 : « Phalangida from Borneo. » The Sarawak Museum Journal, vol. 4, no 12, p. 57-86.